# The Last Recording 2: Autumn Leaves
The Last Recording 2: Autumn Leaves è un album live di Red Garland, pubblicato dalla Meldac Jazz Records nel 1983. Il disco fu registrato dal vivo nel febbraio del 1983 al Keystone Korner di San Francisco (California).

## Tracce
1. Autumn Leaves – 9:26 (Joseph Kosma, Jacques Prevert, Johnny Mercer)
2. It's Imposible – 8:55 (Armando Manzanero)
3. That's All – 9:24 (Alan Brandt, Bob Haymes)
4. Goin' Home – 9:48 (Antonin Dvorák)
5. Cherokee – 8:06 (Ray Noble)
6. Will You Still Be Mine – 13:06 (Matt Dennis, Tom Adair)

## Musicisti
- Red Garland - pianoforte
- James Leary - contrabbasso
- Eddie Marshall - batteria